# Dilodendron elegans
Dilodendron elegans är en kinesträdsväxtart som först beskrevs av Ludwig Radlkofer, och fick sitt nu gällande namn av A. Gentry & Steyermark. Dilodendron elegans ingår i släktet Dilodendron och familjen kinesträdsväxter. Inga underarter finns listade i Catalogue of Life.